# Kiskrapek visszavág
A Kiskrapek visszavág (eredeti címe: Max Keeble's Big Move) 2001-es amerikai vígjáték, amelyet Tim Hill rendezett. A forgatókönyvet Jonathan Bernstein, Mark Blackwell és James Greer készítették. A produkció főbb szerepeiben Alex D. Linz, Larry Miller és Jamie Kennedy. 2001. október 5-én mutatták be az Egyesült Államokban. Magyarországon videokazettán jelent meg 2002. szeptember 26-án.

## Cselekmény
Max Keeble az első napját kezdi a középiskolában. Max ellenfeleket szerez az igazgató, a két iskolatársa, Troy és Dobbs, valamint a Fagylaltos személyében. Mikor a fiú megtudja apjától, hogy Chicagóba költöznek, úgy dönt, hogy nagy balhét csap, aminek következményei már nem érhetik el. Troyt megijesztik azzal, hogy egy régi gyerekműsor főcímdalát játsszák le, amitől félt, majd csapdába ejtik a tornateremben. Verekedést szítanak Dobbs és a Fagylaltos között, majd az igazgatónak elveszik az esélyét, hogy Bobby Knebworth főfelügyelő utódja legyen.
Max lemondja a búcsúbulit a barátaival, hogy kiszemeltjével, Jennával lehessen. A barátai azonban megharagszanak rá, és Maxnek bocsánatot kell kérnie. Max apja azonban bejelenti, hogy felmond a munkahelyén, és nem költöznek el. A fiú nemcsak ledöbben a hírtől, de megtudja, hogy bosszúhadjárata miatt a többi diák is szenved. Max iskolatársaival összefogva szembeszáll az igazgatóval, Troyjal és Dobbsszal. Még azt is sikerül leleplezniük, hogy költségvetési csalás történt, és az igazgató az iskola pénzéből akart magának stadiont építeni.

## Szereplők
| Szerep                              | Színész           | Magyar hangja          |
| ----------------------------------- | ----------------- | ---------------------- |
| Max Keeble                          | Alex D. Linz      | Baráth István          |
| Elliot T. Jindraike igazgató        | Larry Miller      | Háda János             |
| ördögi fagylaltárus                 | Jamie Kennedy     | Fekete Zoltán          |
| Megan                               | Zena Grey         | Bogdányi Titanilla     |
| Köpeny                              | Josh Peck         | Czető Roland           |
| Lily Keeble                         | Nora Dunn         | Orosz Anna             |
| Don Keeble                          | Robert Carradine  | Jakab Csaba            |
| Bobby "Kuszaláb" Knebworth igazgató | Clifton Davis     | Sinkovits-Vitay András |
| Mrs Rangoon                         | Amy Hill          | n.a                    |
| Troy McGinty                        | Noel Fisher       | n.a                    |
| Dobbs                               | Orlando Brown     | Szvetlov Balázs        |
| Ms Dingman                          | Amber Valletta    | n.a                    |
| feliratozó                          | Justin Berfield   | n.a                    |
| Chelsea                             | Myra Ambriz       | n.a                    |
| Mrs Talia                           | Veronica Alicino  | Kocsis Judit           |
| Jenna                               | Brooke Anne Smith | Molnár Ilona           |
| portás                              | Greg Lewis        | n.a                    |
| Mr Kohls                            | Dennis Haskins    | n.a                    |
| Mrs Styles                          | Chely Wright      | n.a                    |

## Fogadtatás

### Kritikai visszhang
A film nem keltett pozitív benyomást. A Rotten Tomatoeson 29%-os minősítést ért el 56 értékelés alapján, az összefoglaló szerint: „Max Keeble szórakoztató lehet a gyerekeknek, de unalmas és közhelyes a felnőtteknek.” Jane Horwitz a Washington Posttól azt írta: „Egy szívesen látott szelet pite az arcon.” Jonathan Foreman a New York Posttól azt írta: „Egyszerű, helyenként vicces Disney-vígjáték egy önfejű hetedikesről.” Lawrence Van Gelder a New York Timestól azt írta: „Ez az esetlen ifjúsági vígjáték több történetszál között tántorog anélkül, hogy teljesen kiaknázná bármelyikben rejlő komikus potenciált.”
A Metacritic 40 pontot adott a 100-ból 19 vélemény alapján. Loren King a Chicago Tribune-től azt írta: „A tizenéves kor előtti korosztály lesz az, amelyik élvezni fogja Max Keeble kamaszkori szorongását és anarchikus szórakozását.” Jan Stuart a Los Angeles Timestól azt írta: „A burleszk-szintű ostobaságra való ösztönzést minden fordulóban bátorítják.” Lisa Schwarzbaum az Entertainment Weeklytől azt írta: „Harsány, visítozós tinivígjáték.”

### Bevétel adatai
A Box Office Mojo szerint a film veszteséges volt. A 25 millió dolláros költségvetésből 18 millió dolláros bevételt ért el.